# Lombank Trophy
Lombank Trophy je bila neprvenstvena dirka Formule 1, ki se je odvijala med letoma 1960 in 1963 na angleškem dirkališču Snetterton Motor Racing Circuit v Norfolku. Premierna dirka leta 1960 je bila prva dirka Formule 1 pod novimi pravili, ki so delavno prostornino motorja omejevala na 1,5 L. Na dirkah so prevladovali britanski dirkači, ki so tudi dobili tri od štirih dirk. 

## Zmagovalci
| Leto | Dirkač        | Dirkalnik         | Poročilo |
| ---- | ------------- | ----------------- | -------- |
| 1960 | Innes Ireland | Lotus 18-Climax   | Poročilo |
| 1961 | Jack Brabham  | Cooper T53-Climax | Poročilo |
| 1962 | Jim Clark     | Lotus 24-Climax   | Poročilo |
| 1963 | Graham Hill   | BRM P57           | Poročilo |